# Школа офицеров запаса (Финляндия)
Школа офицеров запаса (фин. Reserviupseerikoulu, сокращённо RUK) — это подразделение Сухопутной военной академии, расположенное в городе Хамина. Она готовит большинство резервных офицеров Сухопутных войск
Финляндии и Пограничной охраны, а также часть офицеров Военно-морских и Военно-воздушных сил.
Школа была основана 1 апреля 1920 года. Её традиции восходят к офицерским курсам, организованным Шюцкором, и к школе в Вимпели. Учебная программа основывалась на курсах для офицеров-курсантов, проводившихся в Выборге в районе Марковилла. Эти курсы назывались Выборгской офицерской школой и действовали в 1918–1920 годах. Школа унаследовала главное здание и другие строения от Императорского Финляндского кадетского корпуса.

## Структура
До конца 2014 года Школа офицеров запаса являлась частью Восточного военного округа. В январе 2015 года, в рамках реформы оборонных сил Финляндии, она была включена в структуру рода войск сухопутных сил — Военную Академия сухопутных войск (фин. Maasotakoulu), расположенную в Лаппеэнранте. Деятельность школы в Хамине продолжилась в статусе отдельного учебного подразделения. Штабы и Тыловые центры войсковых частей были объединены, и штаб Академии ВС с тыловой частью стал работать параллельно в двух городах.
Учебным подразделением руководит начальник Школы офицеров запаса — с сентября 2022 года это полковник Микаэль Сало (фин. Mikael Salo). В его подчинении находятся штаб, руководитель курса офицеров запаса и семь основных учебных подразделений для призывников.
В пяти основных учебных подразделениях дважды в год проводится 14-недельный курс подготовки офицеров запаса, в котором одновременно участвуют от 500 до 700 курсантов.

### Подразделения
В пяти основных учебных подразделениях Школы офицеров запаса проходят подготовку кандидаты в офицеры запаса на 14-недельных курсах, которые проводятся дважды в год. Количество курсантов на каждом курсе составляет от 500 до 700 человек:
- Ударная рота (фин. Kärkikomppania) — направления: егеря, наведение огня, противотанковая борьба
- Разведывательная рота (фин. Tiedustelukomppania) — направления: командир разведгруппы, офицер артиллерийской разведки, разведывательный офицер, воздушная разведка
- Артиллерийская батарея (фин. Tulipatteri) — направления: офицер батареи, офицер по миномётной топографии, командир огневого взвода, командир миномётного взвода, офицер огня крупнокалиберного пулемёта (КТ), офицер огня миномёта (КРН), офицер разведки КТ + КРН, офицер пункта ПВО, начальник отделения ПВО
- Инженерная рота (фин. Pioneerikomppania) — направления: командир инженерного взвода, командир взвода обеспечения
- Штабная и связная рота (фин. Esikunta- ja viestikomppania) — направления: командир взвода командного пункта, командир радиостанционного взвода, командир взвода военной полиции

Кроме того, два других учебных подразделения занимаются подготовкой и обучением новобранцев для службы в качестве разведчиков, военных полицейских, водителей, санитаров и специалистов тылового обеспечения:
- Егерская рота (фин. Jääkärikomppania)
- Транспортная рота (фин. Kuljetuskomppania)

## Задачи
Школа выполняет важнейшую задачу — подготовку офицеров запаса на национальном уровне. В эту деятельность входят организация курсов подготовки офицеров запаса, дополнительное обучение курсантов-офицеров, курсы повышения квалификации для перевода из унтер-офицеров в офицеры запаса, курсы командиров взводов для младших командиров запаса, поступающих в Академию национальной обороны, а также курсы военного руководства для профессионального состава вооружённых сил. Кроме того, Школа офицеров запаса выполняет и другие общенациональные учебные задачи.
К числу оперативных обязанностей Школы офицеров запаса относятся поддержание оборонной готовности и обеспечение безопасности, связанной с деятельностью гарнизона Хамины. Помимо курсов подготовки офицеров запаса, школа также осуществляет собственную подготовку подразделений в этом гарнизоне.
Школа офицеров запаса также поддерживает патриотический дух, участвуя в организации фестиваля Hamina Tattoo и проводя специальные семинары.

## Cм.также
- Академия национальной обороны Финляндии
- Академия военно-воздушных сил Финляндии
- Школа унтер-офицеров (Финляндия)